# Circular Head Council
Circular Head Council is een Local Government Area (LGA) in Australië in de staat Tasmanië. Circular Head Council telt 8.228 inwoners. De hoofdplaats is Smithton.